# Decaro
Il decaro (simbolo Da) era una unità di misura agraria di superficie ormai desueta, corrispondente a 10 are, ovvero 1000 m².
Si trova in atti di compravendita immobiliare stipulati fino alla metà del Novecento. 
Non è utilizzata nelle tabelle del Nuovo Catasto Terreni Italiano (NCT), che prevede solo ettaro (pari a 10000 m²), ara e centiara.